# Quezon City
Quezon City (en philippin : Lungsod Quezon) est l'ancienne capitale, de 1948 à 1976, et la ville la plus peuplée de l'archipel des Philippines, située sur l’île de Luçon.
Ancienne capitale de la république des Philippines, dans la conurbation de Manille, Quezon City (2,9 millions d'habitants en 2015) est une ville nouvelle, de type cité-jardin, dessinée par Harry T. Frost, officiellement fondée le 12 octobre 1939, pour y abriter les fonctionnaires et les services du Commonwealth, après la Seconde Guerre mondiale, notamment à Batasan Hills.
Cet ancien faubourg résidentiel de Manille avait été choisi comme site de la future capitale et ainsi nommé pour rendre hommage au premier président des Philippines, Manuel L. Quezon. Un développement plutôt désordonné mêle des implantations industrielles, principalement à Cubao (alimentation, textiles) à des lotissements résidentiels (San Francisco del Monte, Kamuning), qui couvrent 45 % de la surface de la ville. Quezón City est aussi le siège des principaux campus universitaires des Philippines dont ceux de l’université des Philippines Diliman et de l’université Ateneo de Manila.

## Géographie

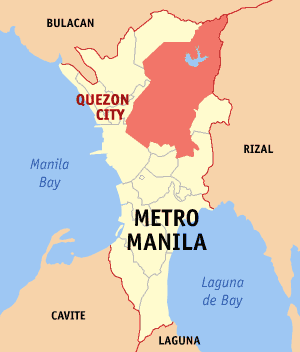
Province de Quezon City en rouge.

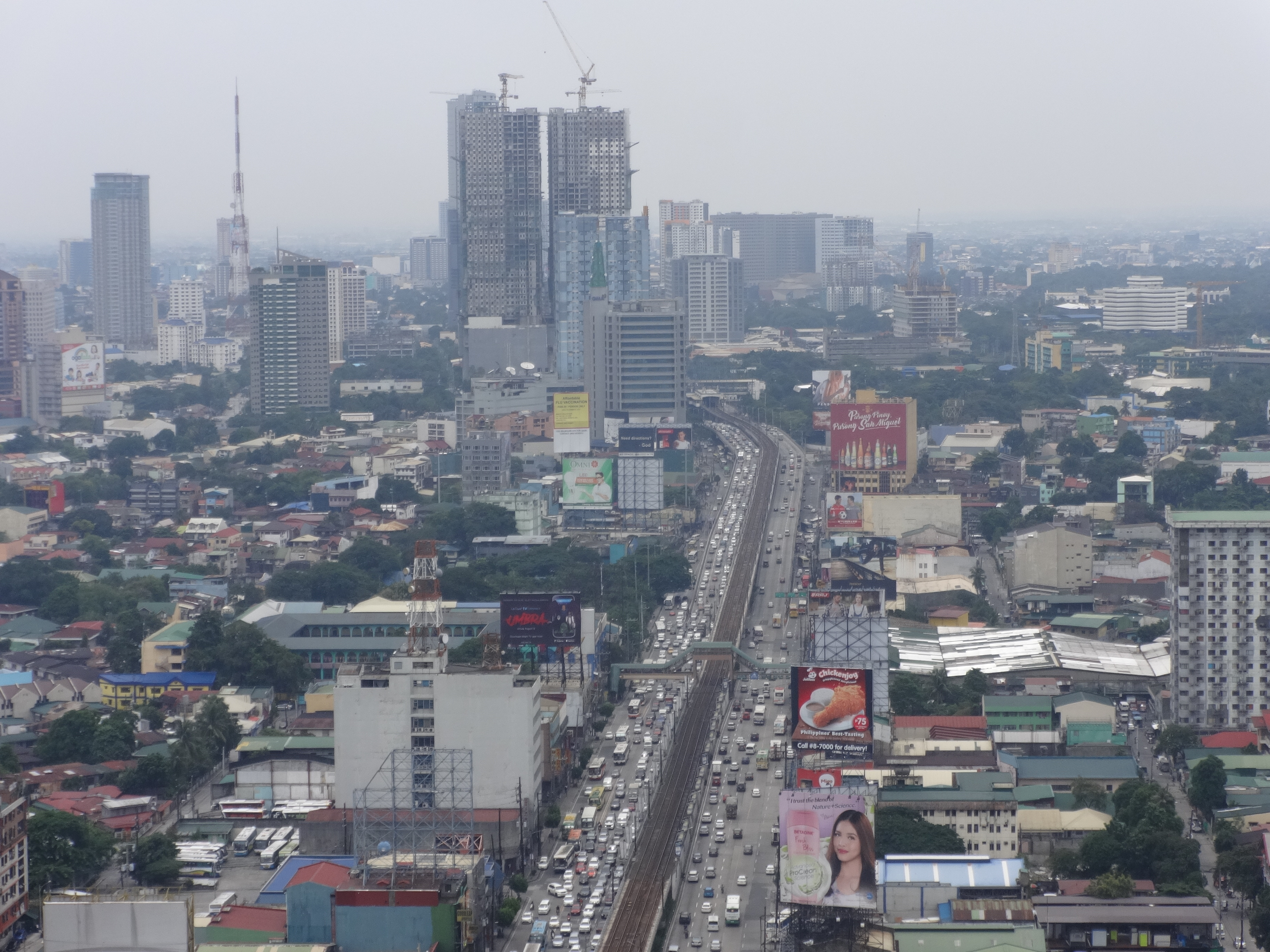
L'avenue Epifanio de los Santos (EDSA).

Située sur l'île de Luçon, au nord-est du Manille historique, la ville fait partie de la conurbation du Grand Manille.

## Subdivisions
La ville est composée de 142 barangays, regroupés dans six circonscriptions législatives.

## Toponymie
Elle tire son nom de Manuel Quezón, premier président du Commonwealth des Philippines.

## Histoire
Avant la création de Quezon City, le territoire est occupé par les villes de San Francisco del Monte, Novaliches et Balintawak. C'est dans cette dernière ville que le 23 août 1896 le Katipunan dirigé par Andres Bonifacio lance une révolution contre l'Espagne dans la maison de Melchora Aquino dans Panheel Lanoue (maintenant appelé Bahay Toro).
Au début du XXe siècle, Manuel Quezón rêve d'une ville qui allait devenir la future capitale du pays en remplacement de Manille. On croit que son précédent voyage au Mexique a influencé sa vision.
La ville est la capitale des Philippines entre 1948 et 1976, date à laquelle Manille le redevient.
Selon le recensement de 2000, elle totalise une population de 2 173 831 habitants.

## Personnalités liées
- Emilio Aguinaldo (1869-1964), premier président de la République des Philippines
- Luis Taruc (1913-2005), député, chef du Hukbalahap
- Mar Roxas (1957), homme politique.
- Benigno Aquino III (1960-2021), homme politique.
- Niña Ruiz Abad (1979-1993), servante de Dieu.
- Alodia Gosiengfiao (1988-), mannequin.

## Économie
Le centre commercial de la ville est dans Cubao, où se trouvent de nombreux centres commerciaux et la tour Aurora. Il y a un plaza et un marché des fermiers. Fiesta carnaval était un parc d'attractions clos cum carnaval qui se trouve au cœur du pôle Commercial de Cubao, il a depuis été remplacé par une branche de Shopwise, une chaîne de supermarchés locaux. On y trouve également le Smart Araneta Coliseum, une grande salle pour les concerts et les manifestations sportives.

## Édifices religieux

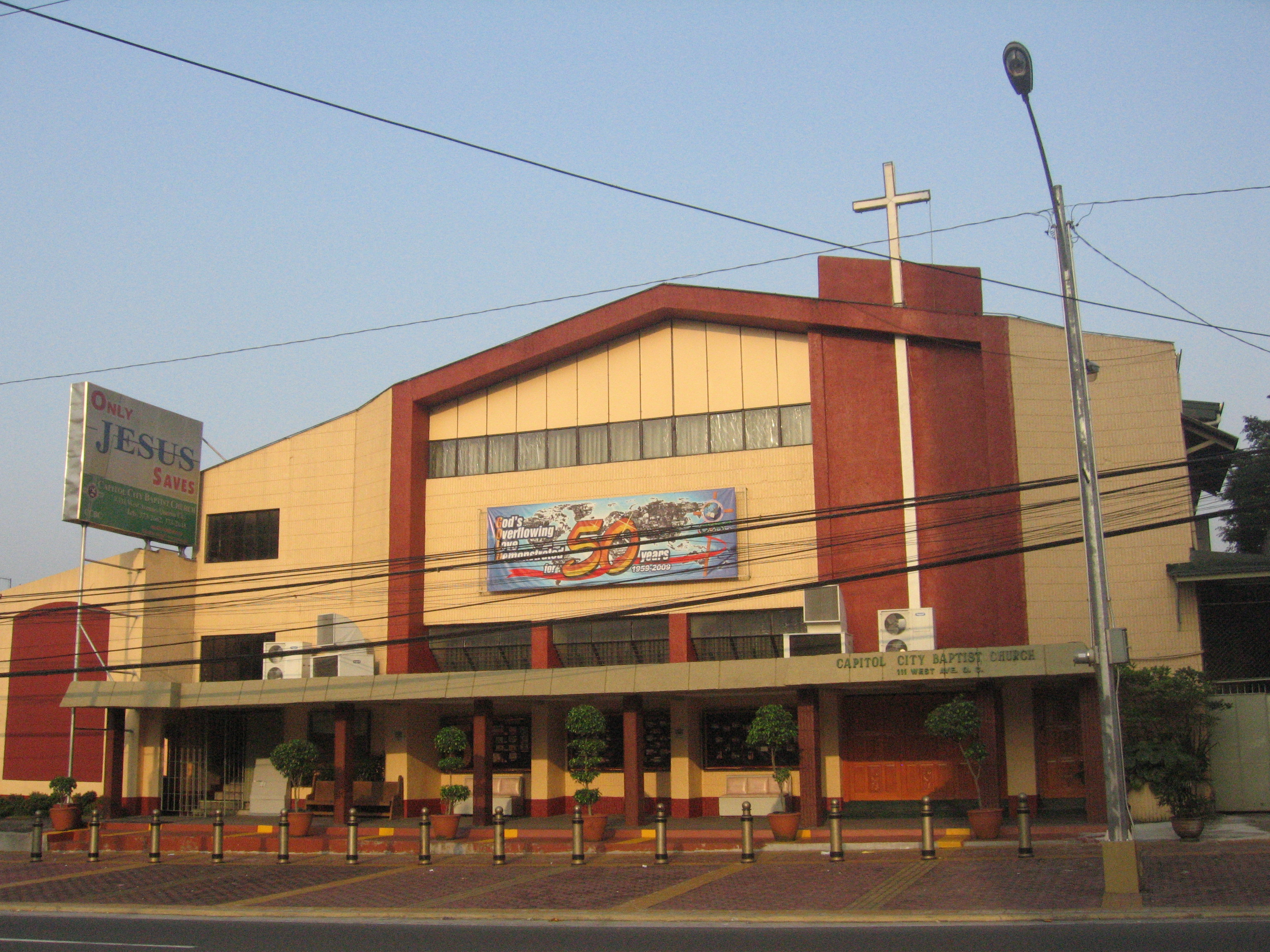
Capitol City Baptist Church.

- La cathédrale de l'Immaculée-Conception de Cubao (en), siège épiscopal de l'évêché catholique romain de Cubao.
- L'église Santo-Domingo (Quezon City) (en) (Saint-Dominique), connue également sous le nom de Sanctuaire national de Notre-Dame du Saint-Rosaire de la Naval de Manille. Elle est la plus grande église du Grand Manille et l'une des plus grandes églises d'Asie. Elle est dédiée à Marie, mère de Jésus sous le titre Notre-Dame de la Naval de Manille.
- Capitol City Baptist Church, affiliée à la Convention of Philippine Baptist Churches

## Jumelages
- Hagåtña (Guam)
- Caracas (Venezuela)
- Chiba (Japon)
- Daly City (États-Unis)
- Fort Walton Beach (États-Unis)
- Kenosha (États-Unis) depuis 1986.
- Maui (États-Unis)
- New Westminster (Canada)
- Salt Lake City (États-Unis)
- Shenyang (Chine)
- Taipei (Taïwan) depuis 1968.
- Yuci (Chine)